# WWE-pay-per-viewevenementen 2009
De WWE-pay-per-viewevenementen in 2009 bestond uit professioneel worstelevenementen, die door de WWE werden georganiseerd in het kalenderjaar 2009.
In 2009 introduceerde de organisator, toen de World Wrestling Entertainment genaamd, vier nieuwe evenementen; met Breaking Point één eenmalige evenement en met Bragging Rights, Hell in a Cell en TLC: Tables, Ladders & Chairs drie jaarlijkse evenementen. Dit jaar werden No Way Out, Backlash, Judgment Day en The (Great American) Bash voor de laatste keer georganiseerd door de WWE.

## WWE-pay-per-viewevenementen in 2009
| Datum             | Evenement                     | Locatie               | Stad                        |
| ----------------- | ----------------------------- | --------------------- | --------------------------- |
| 25 januari 2009   | Royal Rumble                  | Joe Louis Arena       | Detroit (Michigan)          |
| 15 februari 2009  | No Way Out                    | KeyArena              | Seattle (Washington)        |
| 5 april 2009      | WrestleMania XXV              | Reliant Stadium       | Houston (Texas)             |
| 26 april 2009     | Backlash                      | Dunkin' Donuts Center | Providence (Rhode Island)   |
| 17 mei 2009       | Judgment Day                  | Allstate Arena        | Rosemont (Illinois)         |
| 7 juni 2009       | Extreme Rules                 | New Orleans Arena     | New Orleans (Louisiana)     |
| 28 juni 2009      | The Bash                      | ARCO Arena            | Sacramento (Californië)     |
| 26 juli 2009      | Night of Champions            | Wachovia Center       | Philadelphia (Pennsylvania) |
| 23 augustus 2009  | SummerSlam                    | Staples Center        | Los Angeles (Californië)    |
| 13 september 2009 | Breaking Point                | Bell Centre           | Montreal (Canada)           |
| 4 oktober 2009    | Hell in a Cell                | Prudential Center     | Newark (New Jersey)         |
| 25 oktober 2009   | Bragging Rights               | Mellon Arena          | Pittsburgh (Pennsylvania)   |
| 22 november 2009  | Survivor Series               | Verizon Center        | Washington D.C.             |
| 13 december 2009  | TLC: Tables, Ladders & Chairs | AT&T Center           | San Antonio (Texas)         |